# Claudio D’Alessio
Claudio D’Alessio (* 24. Mai 1961 in Pompei) ist ein italienischer Rechtsanwalt und Lokalpolitiker.
D’Alessio studierte Rechtswissenschaften an der Universität Neapel Federico II. Nach erfolgreichem Abschluss arbeitete er ab 1993 als Rechtsanwalt. Für die Partito Popolare Italiano wurde D’Alessio 1999 in den Stadtrat seiner Heimatgemeinde Pompei gewählt. Bei den Bürgermeisterwahlen 2004 war trat er als Kandidat eines Mitte-links-Bündnisses an, in der Stichwahl erreichte er mit 69,9 % die deutliche Stimmenmehrheit. Claudio D’Alessio gilt als gemäßigt und um Ausgleich bemüht, die Wahl im Jahr 2009 entschied er bereits im ersten Wahlgang mit 67 % für sich.